# Jean-François Legendre-Héral
Pour les articles homonymes, voir Legendre et Héral.
Jean-François Legendre-Héral, né le 21 janvier 1796 à Montpellier et mort le 13 septembre 1851 à Marcilly, est un sculpteur français.

## Biographie

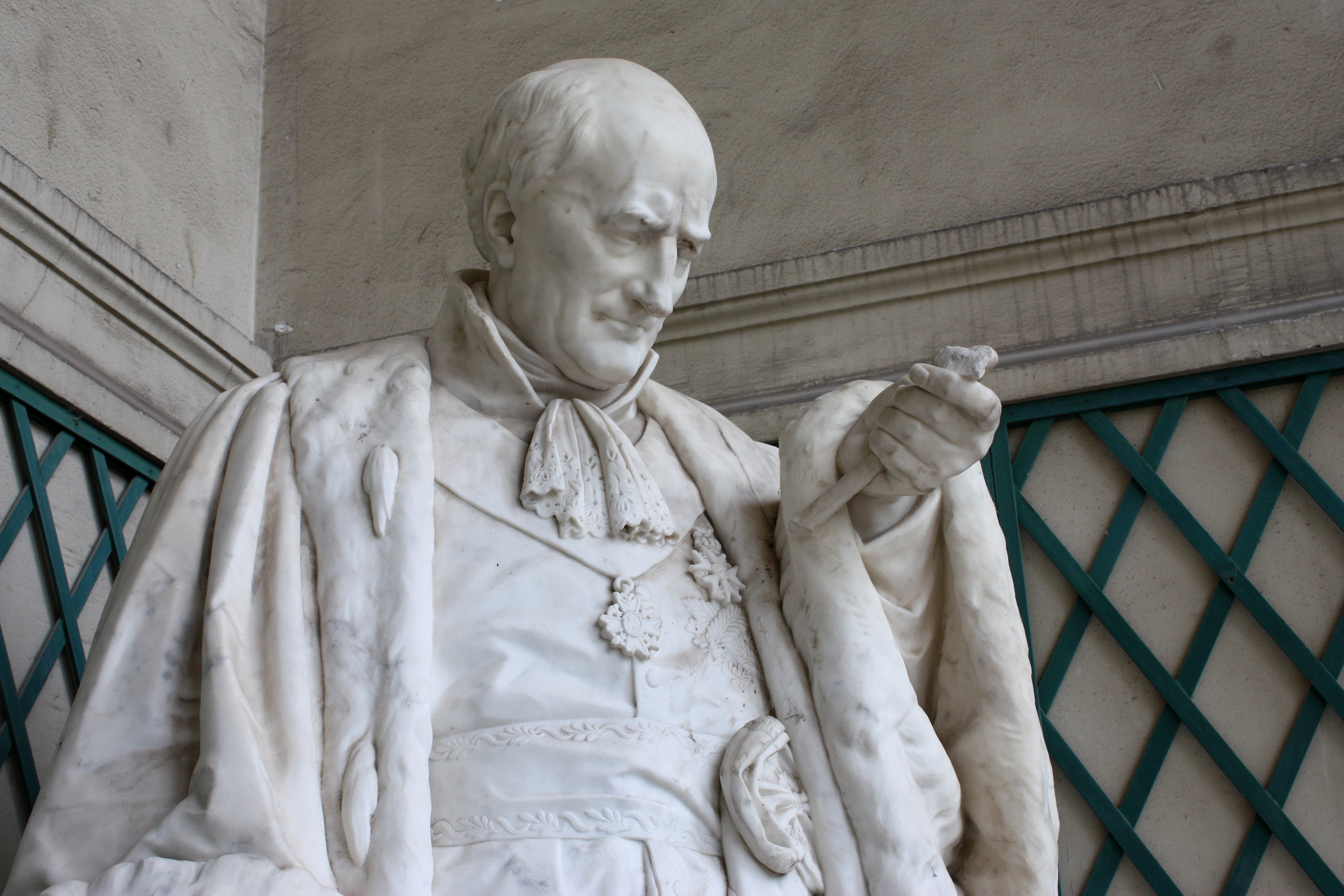
Antoine-Laurent de Jussieu (1842, détail), Paris, Jardin des plantes.

### Jeunesse

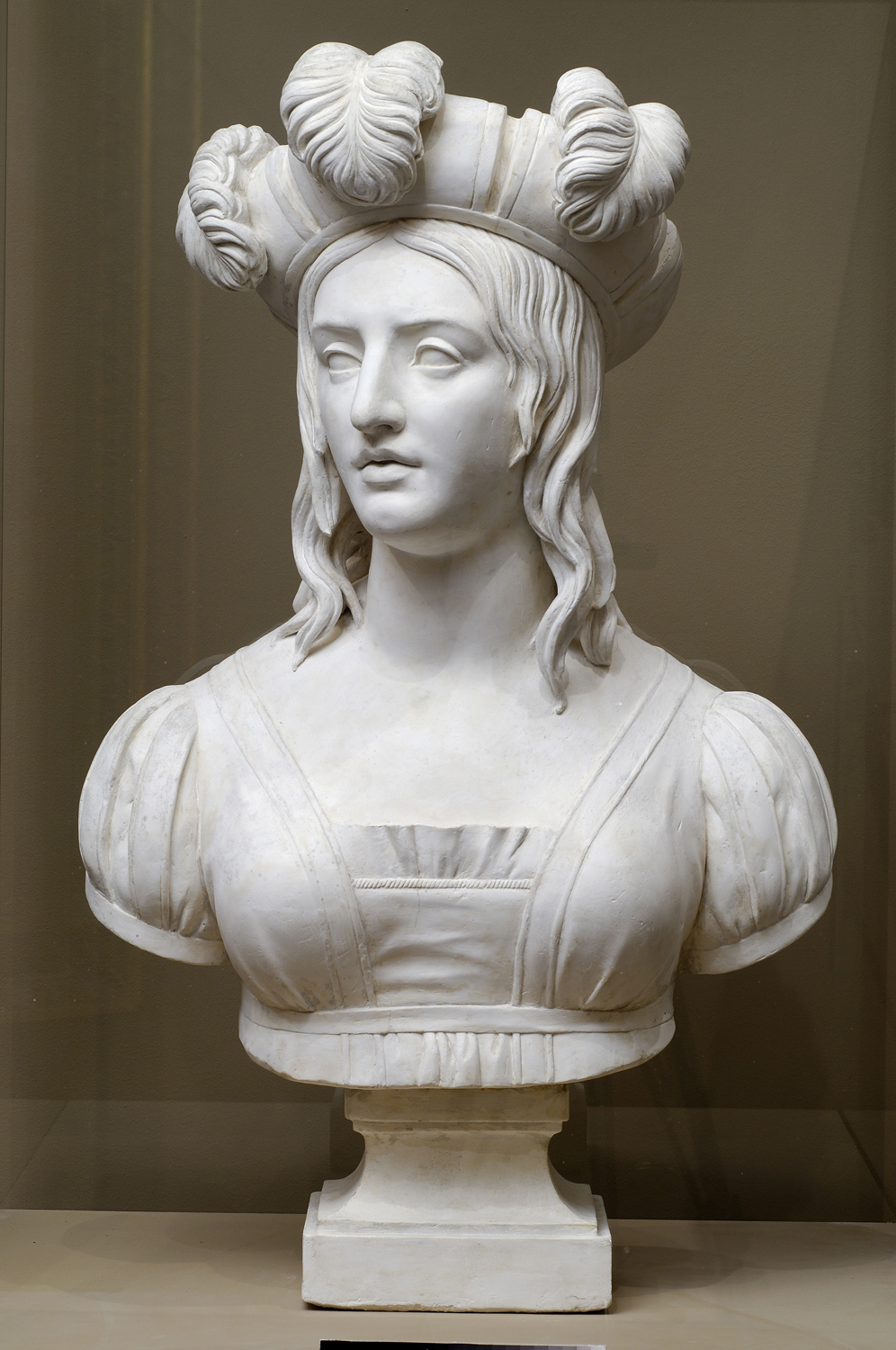
Jeanne d'Arc (1826), plâtre, musée des Beaux-Arts de Lyon.

Son bisaïeul, Louis, sous Louis XVI était chirurgien major des gardes françaises, chevalier de Saint-Louis. Son aïeul, Marie-Louis François Xavier, lieutenant-commandant du château d'If de la ville de Marseille. Son père Étienne-Louis, sur les conseils et sous le haut patronage d’un proche parent, Richard d’Aubigny, administrateur des hôpitaux de Paris et directeur général des Postes, était entré dans cette dernière administration. Nommé à Montpellier il épouse le 7 février 1792 la fille d’un de ses collègues, Jeanne Falque. De ce mariage naîtront trois enfants. Un premier fils qui suivit la carrière de son père, une fille et trois ans plus tard Jean-François le futur sculpteur.
Devenue veuve, sa mère épouse en secondes noces M. Héral, un musicien. La nouvelle famille s’installe à Lyon. M. Héral se comporte en véritable père et décèle chez Jean-François Legendre des dispositions artistiques qu’il encourage. C'est ce dernier qui va lui faire découvrir les arts et lui permettre d'entrer à l'école de dessin de Lyon]. Le jeune homme sensible à ce dévouement accole le nom de son beau-père au sien en signe de reconnaissance.
En 1810, Jean-François Legendre-Héral commence donc ses études artistiques à l’École spéciale des arts de dessin de Lyon, future École des beaux-arts. Il se fait vite remarquer par sa vive intelligence, son travail, son application et son caractère aimable. Il s’oriente vers la sculpture et devient alors élève de Joseph Chinard. À la fin de sa première année il obtient un prix avec la mention honorable, et un second l’année suivante. À la mort de Chinard en 1813, il devient élève de Joseph-Charles Marin (grand prix de sculpture de 1812).

### Carrière
En 1818, son maître Marin démissionne. Fait peu ordinaire, le jeune homme alors âgé de 23 ans et à peine sorti de l’École est appelé à prendre la place de son maître. Il est nommé professeur de sculpture par décret royal délivré par le maire de Lyon, le baron Rambaud le 1er juillet 1818. Jean-Marie Bonnassieux et Hippolyte Flandrin seront ses élèves.
Dès l’année suivante, Legendre-Héral expose à Paris au Salon du Louvre de 1819 un Jeune Lutteur qui lui vaut la médaille d’or. Toutefois la critique ne l’épargne pas et un salonnier du Moniteur universel se demande si certaines parties ne sont pas moulées d’après nature.
La classe de sculpture attire difficilement ses élèves par manque de vente d’œuvres d’art et par l’insuffisance des applications de cet art à l’industrie. Legendre-Héral sollicite un congé pour se rendre à Paris et à Rome afin de se perfectionner.
Le maire de Lyon, le baron Rambaud et le préfet du Rhône, Lezay-Marnesia, obtiennent du duc Decazes, ministre de l’Intérieur que Legendre-Héral puisse partir pour deux ans. Le voyage est aux frais de la ville. En échange, le sculpteur s’engage à professer pendant dix ans et à réaliser deux commandes en marbre de la Ville pour le musée. Ces deux œuvres seront Léda et Eurydice. Eurydice fut envoyée au Salon de 1822 et le gouvernement en commanda une réplique pour le musée des Beaux-Arts de Bordeaux.
À son retour à Lyon, Legendre-Héral épouse le 25 février 1824 une de ses élèves, Lucie Wable. Le peintre Pierre Révoil, alors directeur de l’École des beaux-arts et professeur de peinture, fut l'un des témoins du marié. De cette union naîtront trois enfants, deux filles — dont l'une meurt à cinq ans — et un fils.
Le 15 février 1825 il est à Paris pour traiter, avec la députation de l'Hérault, de la réalisation d'une statue équestre de Louis XIV pour la ville de Montpellier. Cette même année, il est reçu à l’Académie de Lyon dans la classe des Belles-Lettres et Arts.
En 1828, il s'installe au nord du cours Charlemagne, sur la presqu'île Perrache, en face de la Maison Brumiel armurier. Bon vivant, il invite ses camarades à venir chez lui. Cette maison est aujourd'hui remplacée par la gare de Lyon-Perrache.
Son fils Charles épouse une Américaine puis part aux États-Unis où il devient général pendant la guerre de Sécession, puis ambassadeur en Chine, au Japon, et enfin ministre. Il sert de modèle à son père, en particulier pour la statue de Giotto dans le jardin du Palais Saint-Pierre à Lyon.
La Ville de Lyon lui passe des commandes importantes : Henri IV (1829, fronton de l'hôtel de ville), décoration du palais de justice (1847, tympan et frise), Saint Just et Saint Irénée pour l'église Saint-Just (1828), La Vierge et saint Jean (1837, cathédrale de Lyon) et plusieurs tombes au cimetière de Loyasse.

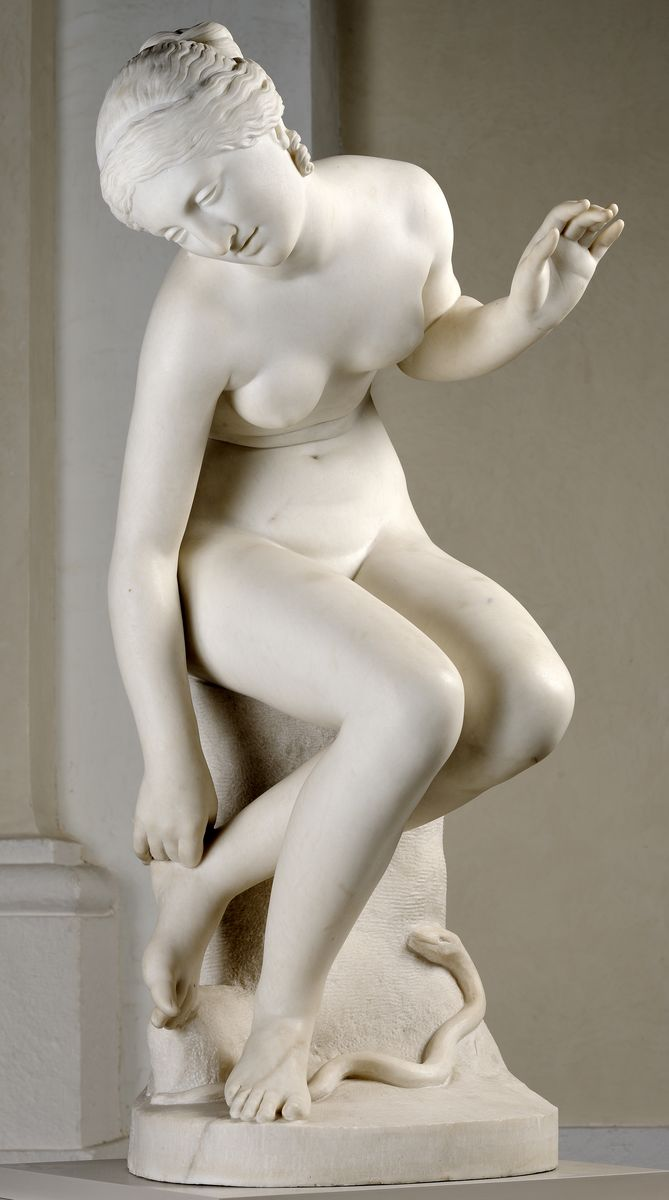
Eurydice piquée par un serpent (1821), marbre, musée des Beaux-Arts de Lyon.

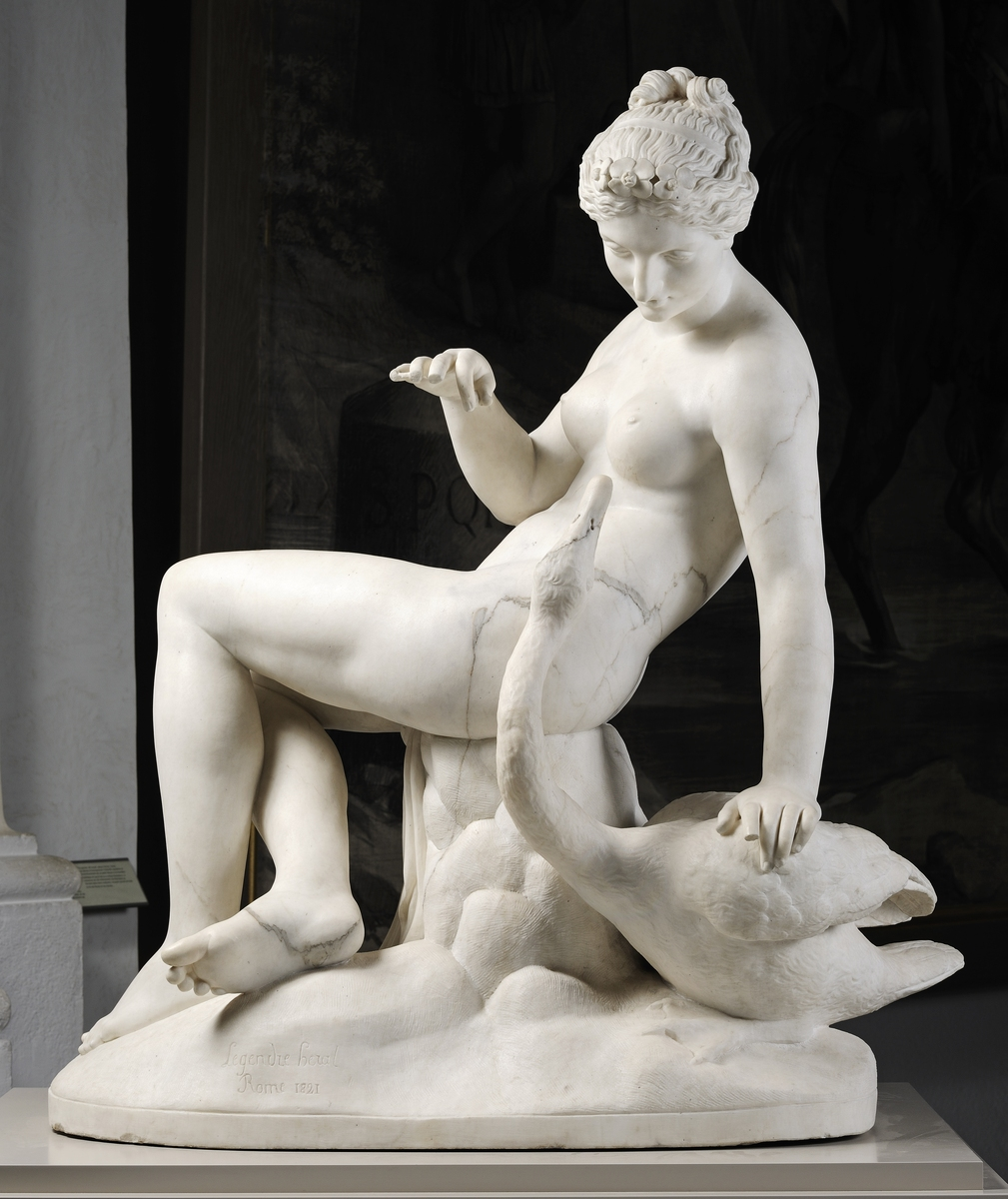
Léda (1823), marbre, musée des Beaux-Arts de Lyon.

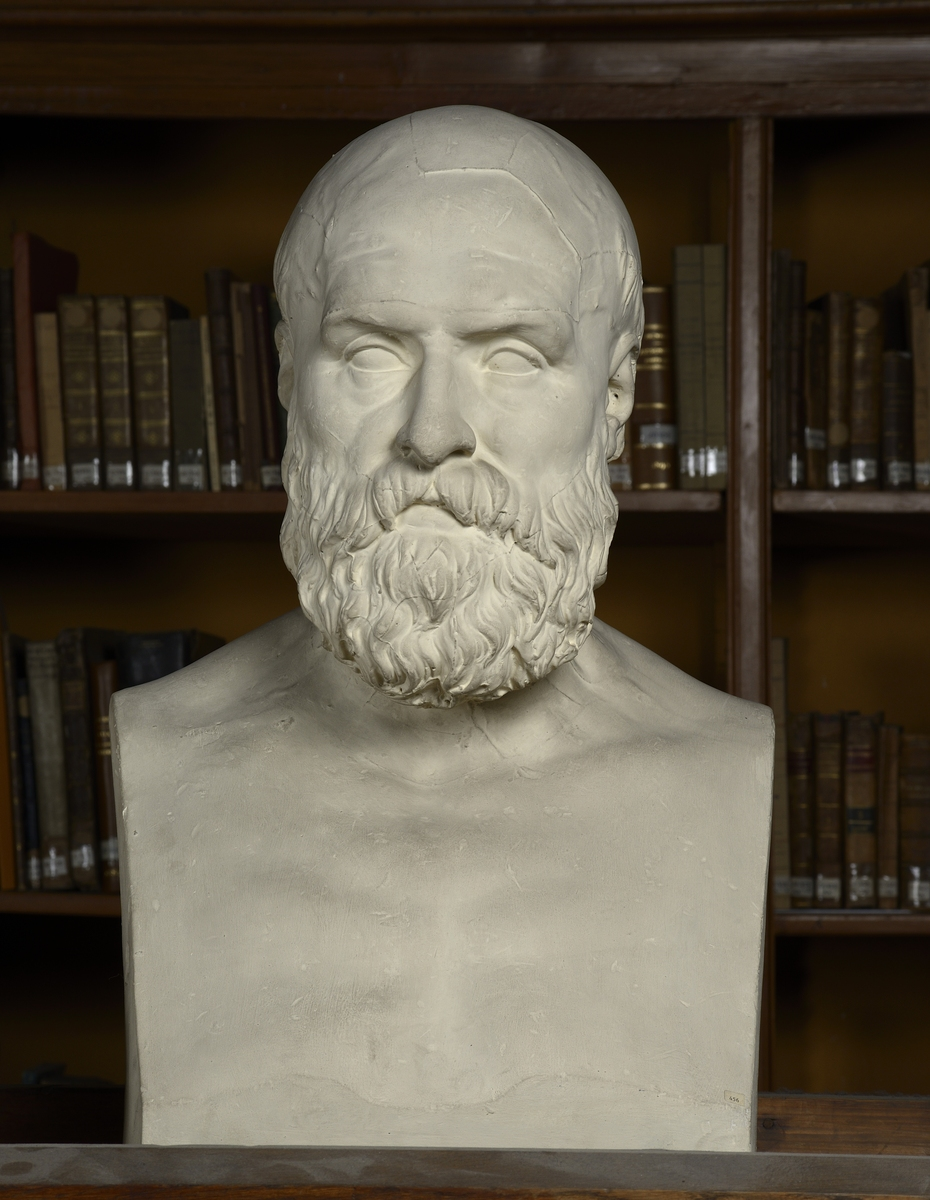
Philibert de l'Orme (1821), marbre, musée des Beaux-Arts de Lyon.

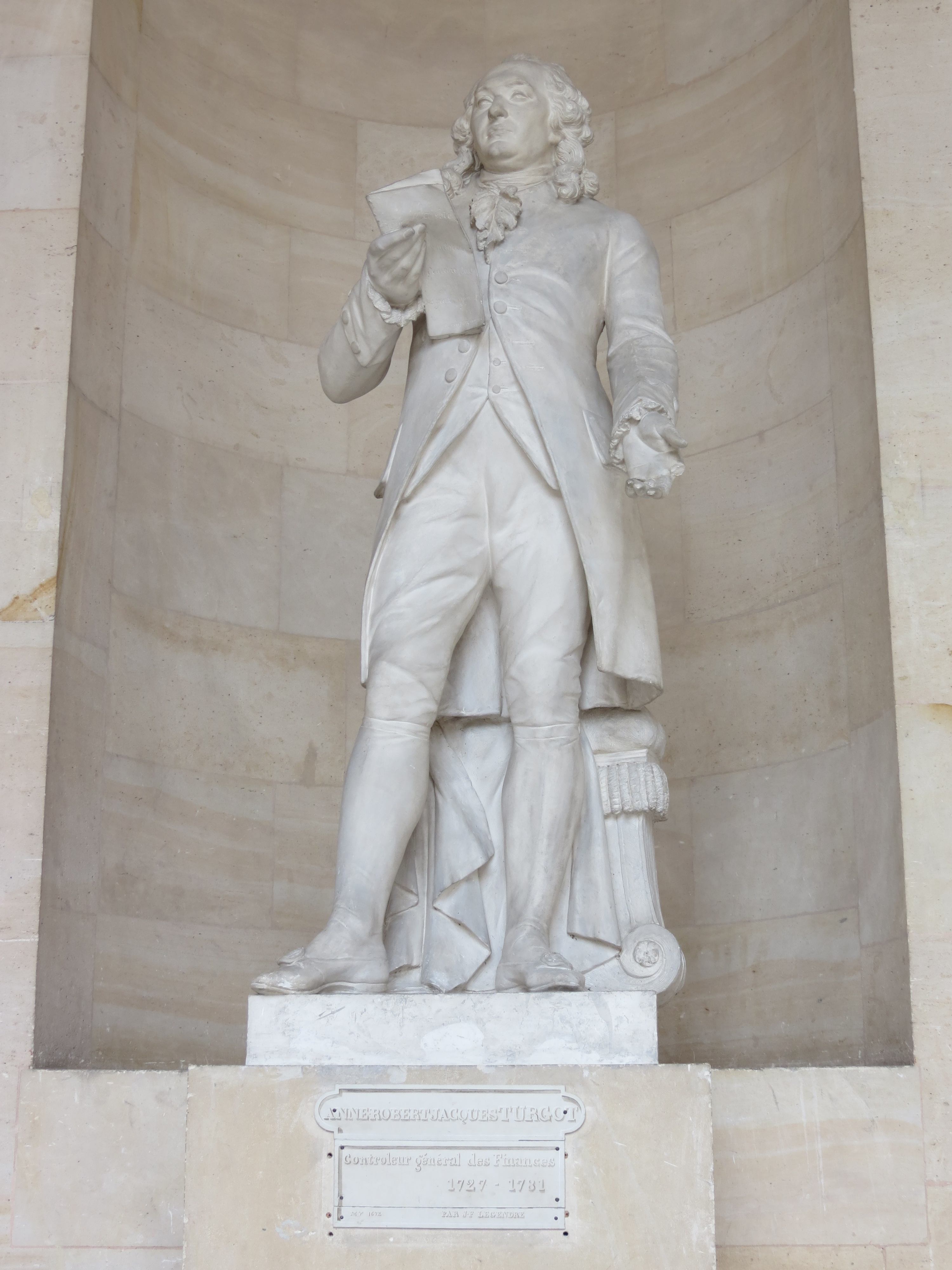
Anne Robert Jacques Turgot, contrôleur général des finances de Louis XVI, plâtre, château de Versailles.

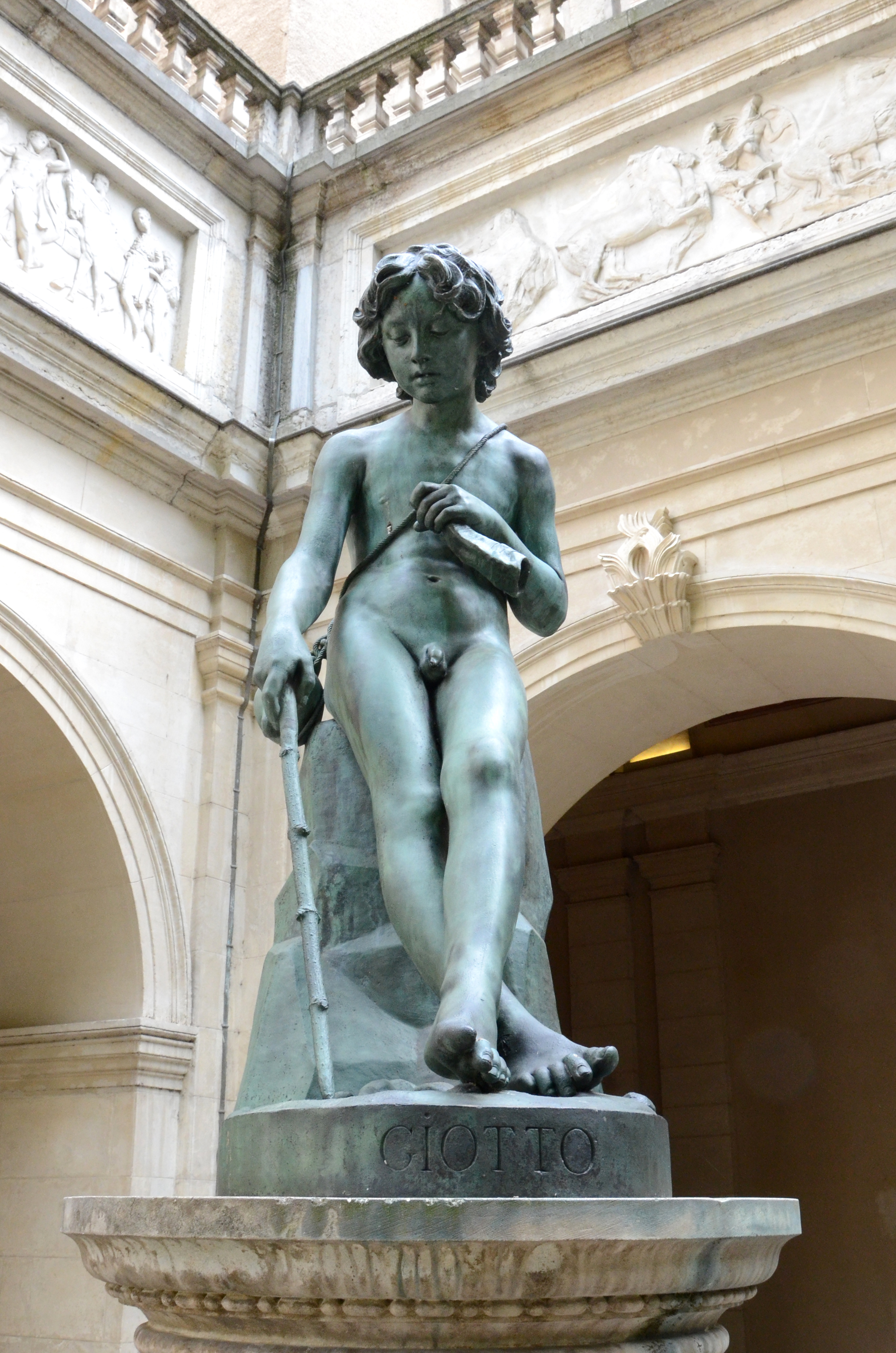
Giotto enfant dessinant une tête de bélier (1842), bronze, musée des Beaux-Arts de Lyon.

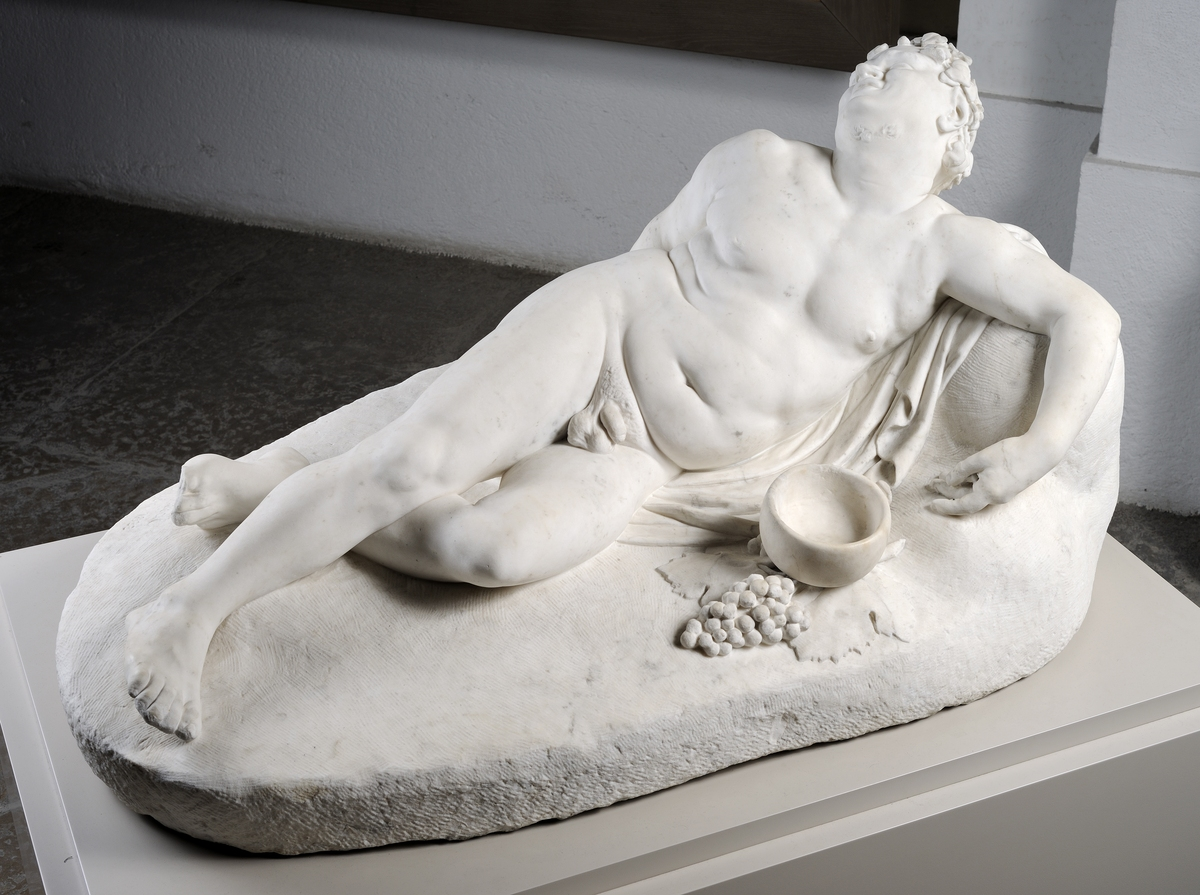
Silène ivre (1831), marbre, musée des Beaux-Arts de Lyon.

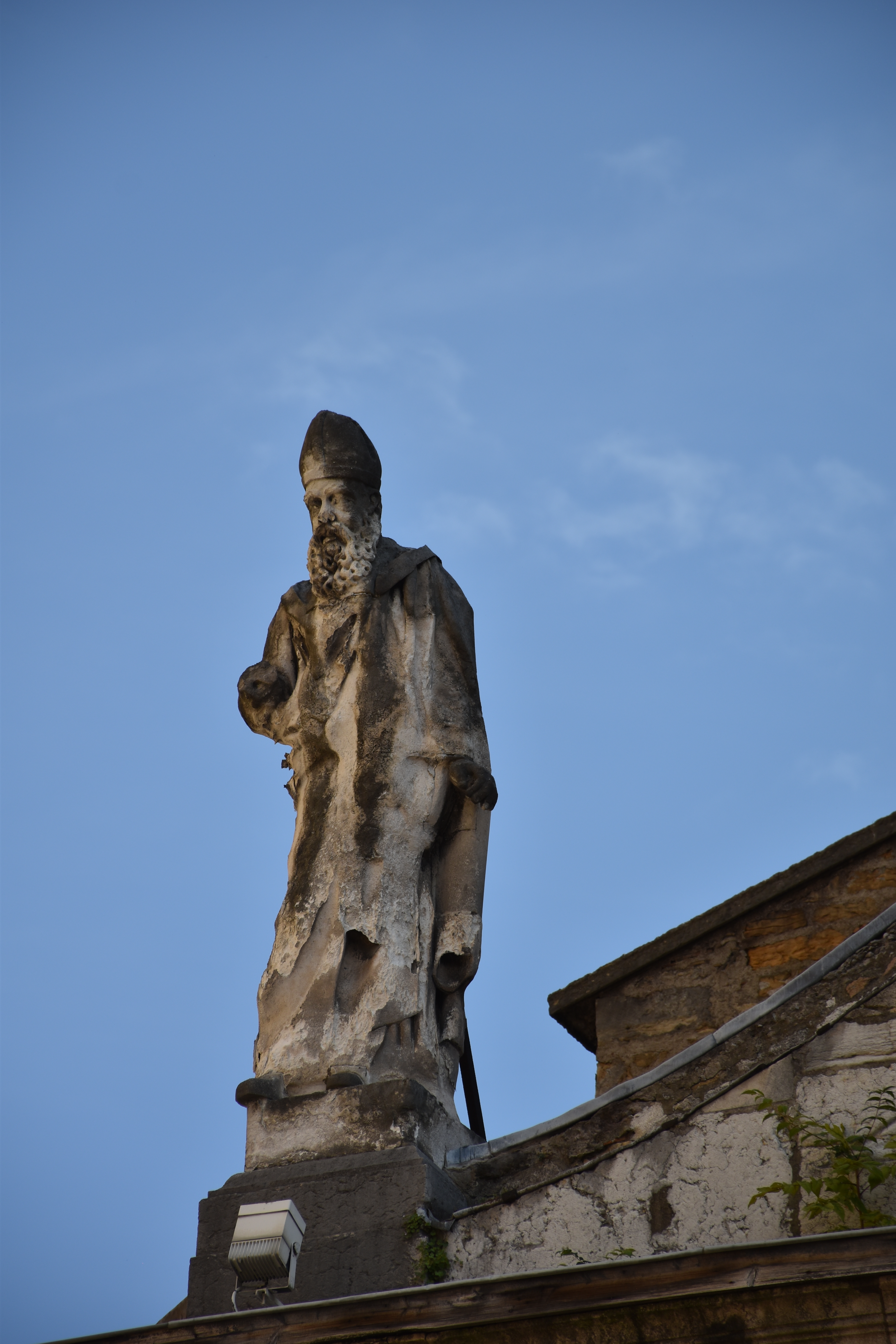
Saint Just (1828), Lyon, église Saint-Just.

Démissionnaire de son poste d'enseignant en 1838, il part pour Paris en 1839 et obtient des commandes de l'État : pour l'église Saint-Paul-Saint-Louis (Saint Paul, 1845), pour l'église Saint-Denys-du-Saint-Sacrement, pour l'École des mines, pour le château de Versailles (Achille de Halay, 1840), et pour le Jardin des plantes (Jussieu, 1842). Il est apprécié par la famille d'Orléans.
En 1841, installé à Paris, il reçoit gratuitement du ministère des Beaux-Arts un grand appartement au palais de l’Institut et des ateliers dans l’île des Cygnes au-delà du pont de Grenelle. Il y réalise ses premières commandes d’État, à savoir les portraits de Laurent de Jussieu, Turgot et Granet.
Vers 1843, son ami le peintre François Marius Granet lui commande les médaillons de Michel-Ange et Raphaël pour sa maison, ainsi que son buste.
Le 30 avril 1846, sa fille récemment mariée meurt en couches à l’âge de 21 ans.
Affaibli par une maladie de moelle épinière, il s’installe en 1849 dans un domaine à Marcilly dont il fait l'acquisition. Il y meurt le 13 septembre 1851.
Après sa mort, son élève Louis Léopold Chambard achève les retouches du bas-relief de l'École des mines, et la tête formant la clef de l'archivolte de la porte.
Sa veuve meurt le 10 mai 1878 dans le palais de l’Institut, où Jean-Marie Bonnassieux et Hippolyte Flandrin, anciens élèves de Legendre-Héral, avaient obtenu du Gouvernement qu’elle puisse finir ses jours.

### Réception critique
En 1820 avec sa Léda et en 1822 avec son Eurydice, il est accusé de mouler d’après nature. Parmi ses détracteurs on trouve le baron François-Joseph Bosio.
Il est enjoint par son ami Henri Orsel de réaliser une statue plus petite que nature pour clore le débat.
Legendre-Héral répondra en 1823 par son Silène ivre, beaucoup plus petit que nature qu’il reproduit deux fois, une fois pour le musée des Beaux-Arts de Lyon, une seconde pour le comte d’Artois (futur Charles X).

## Œuvres

### Dessin
- Cheval, dessin au crayon, localisation inconnue[8].
- Jésus-Christ, dessin au crayon, localisation inconnue[9].

### Estampe
- 1844, Buste de Madame de Wable, née de Meuse, belle-mère de l'artiste. Eau-forte, localisation inconnue[10].

### Sculpture
- Aix-en-Provence, musée Granet :
  - Michel-Ange et Raphaël, 1843, médaillons commandés par François Marius Granet ;
  - Buste de François Marius Granet, Salon des artistes français de 1843 ;
  - François Marius Granet, marbre.
- Blois, musée des Beaux-Arts : Jeanne d'Arc, 1820, buste.
- Bordeaux, musée des Beaux-Arts : Eurydice piqué par un serpent, 1831, marbre, réplique de la statue de 1821.
- Bourg-en-Bresse :
  - église Notre-Dame :
    - Apôtres, 1825, bas-reliefs rectangulaires en plâtre destinés à la décoration du maître-autel ,
    - Apôtre, 1825, plaques rectangulaires en plâtre, dont le sommet est en demi-cercle ; bas-reliefs destinés à la décoration du maître-autel ;
    - Le Christ et les douze apôtres, 1825, ensemble de statuettes du maître-autel de l'ancien grand séminaire de Brou, dessiné et commandé par Mgr Devie. Autel en marbre gris clair veiné de forme rectangulaire. Sous la table d'autel une frise sculptée en dentelle comme celle de Brou. Dessous se trouvent quinze niches architecturées avec colonne, chapiteaux corinthiens et baie trilobée en haut. La répartition est de neuf niches sur l'avant et trois niches de chaque côté et, à l'intérieur, quinze statuettes de bronze doré rapportées et fixées reposant sur un socle de marbre sur lequel sont entrelacées en métal doré. Les statuettes représentent le Christ et les douze apôtres. Judas l'Iscariote est remplacé par Matthias auquel il faut ajouter saint Paul, ainsi que Luc et Marc (l'autel a coûté près de 8 000 francs). Le grand séminaire ferma en 1907 et l'autel fut acquis en 1939 par maître Villefranche père, avocat à Bourg pour 5 000 francs. En 1941, l'autel est placé dans la nouvelle église du Sacré-Cœur de Bourg-en-Bresse. Il fut démonté en 1968 pour répondre à la nouvelle liturgie.
- Douai, musée de la Chartreuse : Giotto dessinant sur le sable, 1842, plâtre.
- Grenoble, musée de Grenoble : Silène, 1833, marbre.
- Lyon :
  - chambre de commerce et d'industrie : Buste de Pierre Poivre, 1836, marbre.
  - cimetière de Loyasse :
    - Jeune femme ornant la tombe de la famille Monnier, 1827. Statue de marbre plus petite que nature. La Jeune femme debout serrant de la main droite une croix sur sa poitrine, de sa main gauche tombante, deux boutons de fleurs. Sur le tombeau on lit l’inscription « À la mémoire d’Adelaïde Monnier, née Grillet, décédée le 3 mars 1826 à l’âge de 46 ans »[11] ;
    - Ange priant, 1835. Surmonte la tombe d’Antoine Pinet mort à 4 ans[12].

  - église Saint-Irénée :
    - Saint Jean et Saint Paul, 1828, chapelle du bas-côté sud ;
    - Saint Just et Saint Irénée, 1828 ;
    - Martyre de Saint Irénée, 1828.

  - église Saint-Paul : Les Quatre Évangélistes, 1830, quatre sculptures, disparues lors de la restauration de l'église en 1901.
  - hôpital de la Charité : La Charité, 1827, bas-relief.
  - Hôtel-Dieu :
    - Buste de Marc-Antoine Petit, 1825 ;
    - Buste d'André Claude Dussaussoy, 1835, marbre, salle du grand Dôme.

  - hôtel de ville :
    - Henri IV, 1829. La tête en calcaire de cette œuvre, abîmée par la pollution, fut remplacée par un moulage lors de la restauration de 1985. L'original est conservé à Lyon aux musées Gadagne ;
    - Buste de Louis-Philippe 1er, duc d'Orléans, roi de France, 1830, plâtre dont l'artiste se propose d'en faire tirer des copies en fonction des commandes dans une lettre en date du 27 septembre 1830 destinée au préfet.

  - musée des Beaux-Arts :
    - Léda et Jupiter, 1821, statue en marbre[13] ;
    - Eurydice piqué par un serpent, 1821, réplique exécutée en 1831 pour le musée des Beaux-Arts de Bordeaux ;
    - Leda et Jupiter, 1824, plâtre ;
    - Buste de François Grognard (1748-1823), négociant lyonnais en soie, bienfaiteur du musée, 1825. Buste en marbre et un exemplaire en plâtre ;
    - Buste de Nicolas-Marie-Jean-Claude Fay de Sathonay (1762-1812), comte de Sathonay, maire de Lyon, 1826, marbre commandé par la Ville de Lyon pour l'hôtel de ville[14] ;
    - Louis Philippe, buste en plâtre, 1930 ;
    - Buste du Docteur Ennemond Eynard en Hermés, 1832, marbre[15] ;
    - Silène ivre, 1833, réplique en marbre[16] ;
    - Buste de Bernard de Jussieu, 1834, marbre ;
    - Buste de Bernard de Jussieu, 1835, plâtre, Salon des artistes français de 1835 ;
    - Buste de Nicolas Coustou, 1836, marbre ;
    - Buste de Philibert Delorme, 1836, marbre, copie du buste de 1824 ;
    - Buste de Claude Camille Pierre Étienne Pernon (1753-1808), industriel et juriste lyonnais, qui contribua à la fondation du musée, 1836, marbre ;
    - Jean-Emmanuel Gilibert, 1837, plâtre ;
    - Giotto enfant, dessinant sur le sable, 1838, plâtre, Salon des artistes français. Bronze conservé au jardin du palais Saint-Pierre ;
    - Minerve, 1840, marbre ;
    - Buste de Claude-François Ménestrier, 1840, marbre ;
    - Giotto enfant dessinant sur le sable, 1842, bronze, jardin du palais Saint-Pierre ;
    - Anne Robert Jacques Turgot, contrôleur général des finances de Louis XVI, 1843, marbre. Également en marbre à Paris dans l'hémicycle du Sénat, et en plâtre au château de Versailles ;
    - Portrait du préfet Lezay Marnesia en Hermès, buste en plâtre ;
    - Ferdinand Philippe d'Orléan, buste en plâtre, 1844.
      - œuvres disparues, détruites lors des restaurations des galeries du palais des Beaux-Arts de Lyon :
        - La mort d'Epaminondas, 1813, plâtre bas-relief ;
        - L'Amour endormi, 1813, plâtre, exposé au Louvre en 1817 ;
        - Narcisse se mirant, 1815, plâtre, exposé au Louvre en 1817 ;
        - Hébé, 1815, plâtre, exposé au Salon du Louvre de 1817.

  - Palais de justice : La Ville de Lyon accueille les Arts, le Commerce, l'Industrie et l'Agriculture, 1847, bas-relief, entrée, salle des pas perdus (mur est).
  - primatiale Saint-Jean :
    - La Vierge et Saint-Jean, 1837 ;
    - Saint Jean le Précurseur et les Évangéliste, 1838, cinq bas-reliefs en marbre décorant les panneaux du coffre de la chaire. Au milieu le Précurseur et sur les autres faces les Évangélistes sans aucun symboles qui les caractérisent, ils se reconnaissent aux monogrammes placés à leurs côtés[17].
- Montpellier :
  - faculté de médecine : Buste de Paul-Joseph Barthez (1734-1806), docteur en médecine, 1826. Dans une lettre datée du 28 février 1826, il annonce l'achèvement de ce buste précisant qu'il reste à le faire sécher et luire et qu'il l'a réalisé à partir du portrait peint par Jean-Jacques Bestieu. La statue en bronze de Paul-Joseph Barthez se trouvant à l'entrée de l'université est inspirée de son œuvre, et deux copies à l'identique de son buste sont conservées au musée Atger et dans le hall de la faculté de médecine de Montpellier. Buste en terre cuite à la française, sur piédouche quadrangulaire.
  - musée Fabre :
    - Buste de Pierre Puget, 1835, marbre, Salon des artistes français de 1835 ;
    - Giotto enfant dessinant sur le sable, 1841, marbre, Salon des artistes français de 1841.
- Paris :
  - École nationale supérieure des mines : fronton , 1849-1850, plâtre. Réalisé en pierre d'après le modèle par son élève Louis Léopold Chambard[18].
  - église Saint-Denys-du-Saint-Sacrement : Saint-Pierre, 1849.
  - Institut de France : Buste de François Marius Granet, 1849-1850, marbre.
  - Jardin des Plantes :
    - 1837, Étienne Geoffroy Saint-Hilaire, naturaliste, professeur d’histoire naturelle au Muséum, créateur de la ménagerie du Jardin des Plantes. Buste en plâtre, 52cm de haut, exposé au Salon de Paris de 1838. Conservé dans la salle d’Assemblée des professeurs[19]. Répétition du même buste en plâtre bronzé au Jardin des Plantes dans les anciennes galeries de zoologie, premier étages, salle des Oiseaux ou de l’Horloge[20] ;
    - Antoine-Laurent de Jussieu, Salon de 1842.

  - musée du Louvre :
    - Buste de Flandrin, père d'Hippolyte Flandrin, 1837, marbre ;
    - Eugénie Legendre-Héral, médaillon en terre-cuite. Elle fut mariée à son oncle Joseph Wable (1811-1874).

  - Muséum national d'Histoire naturelle : Buste d'André Marie Constant Duméril, 1837.
- Pont-de-Vaux, musée Chintreuil : Général Barthélémy Joubert, 1832.
- Reims, musée des Beaux-Arts : Colbert, 1844, maquette en terre cuite d'environ 30 cm de haut, projet non abouti d'une statue pour sa ville natale de Reims. Colbert debout, la tête nue, avec le vêtement du temps sur un petit socle en bois sur lequel est inscrit « don de l'Académie de Reims en 1854 ».
- Saint-Cloud, château de Saint-Cloud :
  - Psyché ou l’Éveil de l’âme, 1842, représente une jeune fille assise essayant de saisir un papillon posé sur son genou. Plâtre exposé au Salon de Paris en 1841 et à la Société des Amis des arts de Lyon en 1847, le marbre au Salon annuel de Paris en 1844. Statue d’abord placée au Musée du Louvre puis au château de Saint-Cloud d’où elle disparaît pendant la guerre de 1870-1871[21] ;
  - L'Éveil de l'âme, Salon de 1844, détruit dans l'incendie de 1871.
- Versailles, château de Versailles : Jean Armand de Maillé-Brézé, 1838, plâtre.
- Vourles : Claude Le Coffre, médaillon en bronze.

- Localisation inconnue :
  - Buste de femme, 1824, marbre de Carrare[réf. nécessaire].
  - Statue équestre de Louis XIV, 1825, projet non abouti pour la ville de Montpellier[réf. nécessaire].
  - Jeune fille s'amusant avec un perroquet, 1831, ancienne collection Prosper Chappet à Lyon[réf. nécessaire].
  - Dauphins, 1837, projet pour la fontaine de Trion à Lyon (non installés)[réf. nécessaire].
  - Prométhée, 1841, bronze[réf. nécessaire].
  - La Sculpture et la Peinture appuyées sur un bas-relief antique, 1841. Figurines signalées par Alfred Nettement, auraient été faites pour Mme de Mirbel qui voulut les couler en or pour orner un bracelet[17].
  - Buste du duc d'Orléans, Salon des artistes français de 1843.
  - Portrait en médaillon de François Bouche, avocat, député du Tiers des sénéchaussées de Forcalquier et Sisteron aux États Généraux, 1844, médaillon en marbre. Fut réalisé lors d’une excursion à Forcalquier pour graver dans la pierre les traits du dernier député vivant de l’Assemblée constituante[17].
  - Prométhée attaché sur le Caucase, Salon de 1847.
  - Buste de Mme Bourdon, née Corinne Chenavard, 1847[réf. nécessaire].
  - Prométhée, 1850, marbre[réf. nécessaire].
  - Buste de Nicolas Poussin[réf. nécessaire].
  - Buste d'homme, plâtre[réf. nécessaire].

## Élèves
- Pierre Toussaint Bonnaire, sculpteur.
- Jean-Marie Bonnassieux, sculpteur.
- Joseph Dantzell, graveur en taille douce et sur pierre[22].
- Louis Léopold Chambard, sculpteur.
- Jean-Marie Chavanne.
- Frédéric Flachéron, peintre et photographe.
- Hippolyte Flandrin, peintre.
- Antoine Louis Célestin Matagrin.
- Jean Perrot.
- Jean-Pierre Robert, sculpteur.

## Distinctions
- Legendre-Héral est nommé chevalier de la Légion d'honneur en 1837.

## Iconographie
- Jean-François Legendre, 1814, dessin anonyme portraiturant l'artiste à l'âge de 19 ans[23].
- Michel-Philibert Genod, Legendre-Héral, 1820, gravure[24].
- La Halte des artistes lyonnais à l'Île Barbe, 1824, huile sur toile sur laquelle Legendre-Héral est représenté par le peintre Antoine Duclaux, musée des Beaux-Arts de Lyon.
- Legendre-Héral, 1827, lithographie[25].
- Jean-François Legendre-Héral, 1848, photographie anonyme[26].
- Jean-Marie Bonnassieux, Jean-François Legendre-Héral, 1875-1880, buste en marbre, musée des Beaux-Arts de Lyon[27].
- Anonyme, Portrait de Jean-François Legendre-Héral, huile sur toile, l'artiste pose devant un buste[28].
- Michel-Philibert Genod, Portrait de Jean-François Legendre-Héral[29].